# Haliclona densa
Haliclona densa är en svampdjursart som först beskrevs av Lendenfeld 1887.  Haliclona densa ingår i släktet Haliclona och familjen Chalinidae.

## Underarter
Arten delas in i följande underarter:
- H. d. incrustans
- H. d. tubuloramosa